# Odonaspis transkeiensis
Odonaspis transkeiensis är en insektsart som beskrevs av Ben-dov 1988. Odonaspis transkeiensis ingår i släktet Odonaspis och familjen pansarsköldlöss. Inga underarter finns listade i Catalogue of Life.